# Telemonzabrianza TV
Telemonzabrianza TV - TMB TV era una emittente comunitaria della Lombardia, con sede a Lissone, in Via Maggiolini,3/B, nella provincia di Monza e della Brianza.

## Storia

### Da TeleLissone a Tmb TV
Nel 1987 un piccolo gruppo di volontari ha iniziato a valutare la possibilità d'informare i cittadini di Lissone, in modo diretto, utilizzando la trasmissione televisiva. Le difficoltà incontrate obbligano il gruppo alla ricerca e al coinvolgimento di tecnici di settore che, dando la loro disponibilità, si appassionano al progetto divenendo loro stessi soci. Si sono susseguiti mesi di attività intensa e sono state messe in atto tutte le forme legali, previste dal Ministero delle comunicazioni, per arrivare alla concessione delle frequenze.
Nel 1989, si è costituita a Lissone in Via Nobel, l'Associazione Culturale TeleLissone, di stampo cattolico, e gli atti costitutivi sono stati registrati il 22 marzo dello stesso anno. In questi documenti compariva lo Statuto nel quale si evidenziava che “non vi era scopo di lucro”. L'associazione opera tutt'oggi costantemente per dare una mirata risposta alle molteplici esigenze informative legate al territorio della Brianza e del milanese. Si è proposta, fin dagli esordi, di focalizzare l'attenzione sulle problematiche particolari del territorio, sulle esigenze più quotidiane, sui fatti, sulle manifestazioni, sulle ricorrenze legate a tradizioni popolari, per essere una voce e una “finestra” per chi vuole essere aggiornato su cosa accade nel territorio brianzolo.
Telelissone occupava diverse frequenze in Vhf e anche un canale 70 per cercare di farsi vedere in un'area densamente popolata come la Brianza. Dal 2010 si è rinnovata dando vita a Tmb TV, cioè Telemonzabrianza TV.

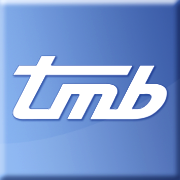
Il Logo dell'Emittente TMB TV

Si tratta di un canale televisivo visibile sul digitale terrestre che produce e trasmette programmi e contenuti di carattere culturale e ricreativo destinati ad un'utenza locale, quella brianzola appunto.
Esclusa dalle graduatorie per la riassegnazione delle frequenze DTT di fine 2012, TMB TV ha trasmesso sulla piattaforma web Streamit al canale 139, ampliando così a dismisura la propria copertura (divenuta praticamente universale grazie alla rete Internet). Attualmente trasmette sul web da piattaforma propria ed è visibile sul digitale terrestre al canale 172. Ha inoltre affittato uno spazio trasmissivo sul multiplex di Tele Sondrio News, in attesa dell'accensione degli impianti che quest'ultimo operatore di rete ha avuto in appannaggio per la Brianza. Nel novembre 2014 è tornata visibile anche nelle province di Varese, Como, Lecco, Sondrio, Bergamo, Monza e Brianza, Milano e Lodi con uno spazio sul canale UHF 42 di Rete 55, emittente regionale varesina.

### Lo Staff
Tmb, oggi, vive grazie alla nuova generazione dell'Associazione Culturale Telelissone, composta da una serie di tecnici, professionisti, tecnici, operatori, registi, attori ed autori che, credendo fermamente nella corretta informazione, mettono a disposizione le loro competenze per creare un prodotto di qualità e rendere visibili le eccellenze brianzole.

## Programmi

### I format
Il palinsesto prevede format dedicati a:
- promozione del territorio attraverso il racconto di eventi e manifestazioni di carattere locale
- produzione di documentari riguardanti la storia della Brianza, delle persone e delle imprese che da sempre contribuiscono allo sviluppo ed alla valorizzazione di questo territorio lombardo.
- alla promozione del Terzo settore, e del mondo no-profit e del sociale;
- alla raccolta ed alla messa in onda di video amatoriali, concorsi e cortometraggi;
- all'informazione istituzionale di soggetti pubblici e privati.[1]

### Interattività con Social Network
I telespettatori possono interagire in qualsiasi momento in redazione attraverso il sito web ed i moderni social network, come Facebook e Twitter, per contribuire con successo allo sviluppo dell'emittente.